# One More Song
| Recensione | Giudizio |
| ---------- | -------- |
| AllMusic   |          |

One More Song è il secondo album in studio del bassista e cantante Country rock statunitense Randy Meisner, pubblicato nell'ottobre del 1980.

## Tracce

### LP (1980, Epic Records, NJE 36748)
Lato A (AL 36748)
1. Hearts on Fire – 2:47 (Randy Meisner, Eric Kaz)
2. Gotta Get Away – 4:01 (Randy Meisner, Eric Kaz, Wendy Waldman)
3. Come on Back to Me – 3:47 (Randy Meisner, Eric Kaz, Wendy Waldman)
4. Deep Inside My Heart – 3:24 (Randy Meisner, Eric Kaz)
5. I Need You Bad – 3:08 (Randy Meisner, Eric Kaz, W Waldman)

Durata totale: 17:07
Lato B (BL 36748)
1. One More Song – 3:56 (Jack Tempchin)
2. Trouble Ahead – 4:12 (Randy Meisner, Eric Kaz, Wendy Waldman)
3. White Shoes – 4:10 (Jack Tempchin)
4. Anyway Bye Bye – 4:29 (Richie Furay)

Durata totale: 16:47

## Formazione
- Randy Meisner – voce solista, basso, cori

The Silverados
- Craig Hull – chitarre (chitarra acustica e chitarra elettrica), chitarra pedal steel
- Sterling Smith – tastiere
- Bryan Garofalo – basso
- Craig Krampf – batteria
- Don Francisco – percussioni, cori
- Wendy Waldman – cori, chitarra acustica (brano: Come on Back to Me)

### Altri musicisti
- Bill Cuomo – sintetizzatore (brani: One More Song e I Need You Bad)
- Michael Jacobson – sassofono (brano: I Need You Bad)
- Kim Carnes – cori (brano: Deep Inside My Heart)
- Don Henley – cori (brano: One More Song)
- Glenn Frey – cori (brano: One More Song)

### Produzione
- Val Garay – produzione, ingegnere delle registrazioni
- Registrazioni effettuate il data registrazione brani o nel (data) al (nome studio di registrazione)
- Niko Bolas e James Ledner – assistenti ingegnere delle registrazioni
- Mastering effettuato al The Mastering Lab da Doug Sax e Mike Reese
- "Kosh" (John Kosh) – grafica e design copertina album originale
- Aaron Rapoport – foto copertina album originale[3]

## Classifica
Album
| Anno | Classifica    | Posizione raggiunta |
| ---- | ------------- | ------------------- |
| 1981 | Billboard 200 | 50                  |

Singoli
| Anno | Titolo del brano     | Classifica | Posizione raggiunta |
| ---- | -------------------- | ---------- | ------------------- |
| 1980 | Deep Inside My Heart | Hot 100    | 22                  |
| 1981 | Hearts on Fire       | Hot 100    | 19                  |